# Cal Ripken, Jr.
Calvin Edwin Ripken, Jr. (Havre de Grace, Maryland, 24 de agosto de 1960) es un beisbolista retirado estadounidense y uno de los mejores shortstops en la historia de las Grandes Ligas. Su mayor hazaña fue el haber logrado el mayor número de juegos consecutivos (2,632) en el año 1995, cuando rompió el récord de Lou Gehrig. Militó toda su carrera profesional en los Baltimore Orioles.

## Inicios
Ripken debutó en el año de 1981. En 1982 jugó la tercera base donde consiguió ser considerado novato del año con un promedio de .264 de bateo, 28 homeruns y 93 carreras impulsadas. Su éxito inicial no quedó estancado como es usual para un novato: el año 1983 fue considerado el Jugador Más Valioso de la temporada. Sus números acumularon un .318 de bateo, 27 cuadrangulares y 102 RBI; incluso su equipo logró llevarse la Serie Mundial de ese año frente a los Philadelphia Phillies.
El buen desempeño de Ripken tanto en el campo como en el bateo fue lo que hizo de él una figura destacada para ser un short-stop, posición tradicionalmente defensiva. De 1983 a 1986 tuvo los mejores números ofensivos para un parador en corto.

## Su mejor año: 1991
Después de esos primeros años sus números al bate decayeron, a pesar de que su trabajo en el campo fue siempre notable (apenas 3 errores en 1990). Fue hasta 1991 que tuvo la mejor de sus temporadas, pues sus promedios ofensivos alcanzaron los .323 de bateo, 34 homeruns y 114 RBI. Fue nominado "Jugador Mas Valioso" de la Liga Americana y del Juego de las Estrellas.

## Récord histórico
La racha de más juegos consecutivos comenzó un 30 de mayo de 1982; dentro de ese periodo, además, logró una marca no oficial de 8,243 innings jugados sin parar desde el 5 de junio de 1982 hasta el 14 de septiembre de 1987. En ese tiempo, el béisbol en los Estados Unidos había sufrido una de sus peores crisis en el año de 1994 cuando los jugadores se fueron a la huelga. Ya para 1995 la expectativa de alcanzar y dejar atrás el récord histórico de Lou Gehrig era grande, este hito le haría un gran bien al deporte para recuperar las glorias individuales. 
El 6 de septiembre, contra los Angels , jugó el partido número 2,131. Cuando al quinto inning su marca ya fue oficial, Ripken corrió alrededor del Camdem Yards en medio de una ovación espectacular y una teleaudiencia enorme a todo lo largo y lo ancho de los Estados Unidos. La racha terminó un 20 de septiembre de 1998 totalizando 2.632 juegos y se ganó el sobrenombre de Iron Man. Su última temporada fue la del 2001. El número que ocupó en su camiseta (8) fue retirado ese mismo año.

## Jugador carismático
Ripken fue un jugador carismático, querido y respetado, más aún por su lealtad a un equipo de mediano éxito: Los Orioles de Baltimore. Su popularidad se muestra en las diecinueve veces que fue elegido para el Juego de las Estrellas

## Actividades extradeportivas
- Su actividad extradeportiva es también destacada: después de sobrepasar el famoso récord comenzó apoyar la investigación para la cura de la enfermedad de Lou Gehrig,
- Ha hecho campañas contra el uso del tabaco y numerosas obras comunitarias.

## Salón de la fama
Fue ingresado al Salón de la Fama del Béisbol en 2007. Con ese récord histórico, no podía quedar fuera. Pero no fue lo único que hizo en su carrera. Con 3184 hit, de los cuales 431 son homeruns es uno de sólo 8 peloteros con 3000 hits y 400 homeruns. Bateó 603 dobles, siendo de los pocos peloteros con más de 600 dobles en su carrera. Es uno de los pocos jugadores en la historia con 3000 partidos jugados y está entre los líderes de turnos. Ciertamente una carrera de salón de la fama que lo llevó a obtener el tercer más alto porcentaje para jugador alguno que ingresa y el más alto para un jugador de cuadro con 98.35%.